# اچ‌ام‌اس کارناتیک
اچ‌ام‌اس کارناتیک ممکن است به یکی از موارد زیر اشاره داشته باشد:
- اچ‌ام‌اس کارناتیک (۱۷۸۳)
- اچ‌ام‌اس کارناتیک (۱۸۲۳)